# Jean II de Jérusalem
Pour les articles homonymes, voir Jean II et Jean de Jérusalem.
Jean II de Jérusalem succède à Cyrille († 386) sur le trône épiscopal de Jérusalem. Il l'occupe jusqu'à sa propre mort le 10 janvier 417. Certains lui attribuent aujourd'hui les cinq Catéchèses mystagogiques qui sont en général transmises en même temps que les 19 Catéchèses baptismales de Cyrille de Jérusalem. Ce saint est fêté le 10 janvier.

## Biographie
L'autorité de Jean fut durement contestée à deux reprises par Saint Jérôme, alors abbé à Bethléem. Au moment de la première controverse origéniste, déclenchée par l’évêque Épiphane (à partir de 394), Jérôme a vivement critiqué l'accueil réservé par Jean aux 400 moines « origénistes » chassés des déserts égyptiens par l'évêque d'Alexandrie Théophile (401). La polémique déclenchée en 414 par Jérôme lui-même puis par un autre prêtre latin du nom d’Orose de Braga (Paul Orose), était dirigée contre le diacre Pélage, qui était alors accueilli à Jérusalem tandis que sa doctrine « pélagienne » était en butte en Occident à de violentes critiques, en particulier de Saint Augustin.

## Œuvre
Du fait de sa damnatio memoriae, les œuvres de Jean II n'ont en général pas été conservées sous son nom, mais, outre les Catéchèses mystagogiques, il est fort probable que certaines homélies, en grec, géorgien ou arménien, doivent lui être restituées (cf. Clavis Patrum Græcorum 3620-3627).
On lui attribue aussi l'édition du lectionnaire liturgique de Jérusalem, conservé dans une vieille version arménienne (détails sur la page Rite de l'Église de Jérusalem).